# Nairobi County
Nairobi County is een van de 47 county's van Kenia. De hoofdstad - en enige stad in de County - is Nairobi. Nairobi County beslaat hetzelfde gebied (600+ km²) als de voormalige provincie Nairobi. Het is de county met de meeste inwoners in Kenia.  De county is gelegen het zuiden van Kenia en grenst aan Kajiado County in het zuidwesten, Kiambu County in het noordwesten en Machakos County in het oosten.